# Arthur Schopenhauer
Arthur Schopenhauer (Danzig, 1788. február 22. – Frankfurt am Main, 1860. szeptember 21.) német filozófus, metafizikus, aki ismertségét főként A világ mint akarat és képzet (Die Welt als Wille und Vorstellung) című főművének és maró hangulatú esszéinek köszönhette. A köztudatba „a pesszimizmus filozófusaként” vonult be, mivel a világunkat, s abban életünket egy rossz tréfának tartotta.

## Élete
Jómódú kereskedő-családban született, Danzigban (ma Gdańsk néven Lengyelország része). 1793-ban, amikor a poroszok megszállták a várost, Schopenhauerék Hamburgba menekültek, ahol egy régi, szép óvárosi házba költöztek.
Tízévesen Schopenhauert szülei Franciaországba küldték két évre nyelvet tanulni. Tizenöt évesen pedig kétéves európai körútra vitték. 1803-tól Angliában folytatta tanulmányait. Ezt követően két hónapot töltött Bordeaux-ban, ahol épp abban a házban lakott, melyet Friedrich Hölderlin két évvel korábban őrületrohamában otthagyott. Innen Toulonba látogatott, ahol szemtanúja volt hatezer gályarab megláncolásának „a képzelhető legmocskosabb, legvérlázítóbb tartózkodási helyen”. Erre a látványra hagyatkozva írta meg évekkel később az élni akarás sátáni mivoltához láncolt emberi nyomorúságot.
Apja nem szánt tudományos karriert neki, egy hamburgi kereskedő mellé adta segédnek, hogy kitanulja a mesterséget. Ennek ellenére 1805-ben, apja öngyilkossága után Schopenhauer befejezte gimnáziumi tanulmányait. Ekkorra igencsak megromlott anyjával való kapcsolata, annak szabados életmódja miatt. Édesapja egyik üzlettársánál laktak Le Havre-ban. Anyja élénk társasági és szerelmi életet élt, irodalmi szalont vezetett, sőt neki magának is megjelentek regényei. Az apját gyászoló fiúra ez nagyon negatívan hatott, sokat veszekedtek, már a gyűlöletig jutott a viszonyuk: az anya lelökte fiát a lépcsőn. Ez egész életére rányomta bélyegét, nőgyűlölővé vált.
1809 és 1811 között Göttingenben folytatott orvosi tanulmányokat, majd filozófiát és teológiát tanult a berlini egyetemen. A Napóleon elleni háború elől Rudolstadtba menekült. Itt írta meg Az elégséges alap törvényének négyféle gyökeréről (Über die vierfache Wurzel des Satzes vom zureichenden Grunde) szóló filozófiai értekezését. Ezt követően visszatért Weimarba, ahol Goethével folytatott vitái következményeként megírta a Látásról és színekről művét.
1818-ban megírta főművét: A világ mint akarat és képzetet, amely 1819-ben nyomtatásban is megjelent. 1843-ban átdolgozta, s akárcsak az első kiadás, ez sem aratott sikert (nagy részét hulladékpapírként adta el a kiadó). 1859-ben újra átdolgozta, és ekkor már jobb fogadtatásban részesült. Fő művéhez kisebb mellékművek is társultak: töredékek, aforizmák, melyeket a Parerga és paralipomena címmel két kötetben adott ki 1850-ben.
1820-tól egyetemi tanár volt Berlinben. Hegel támadásai miatt is egyetemi pályafutása kudarcok sorozata volt. 1831-ben elhagyta Berlint, Frankfurtban bérelt egy panzióban szobát, teljes magányban élt Atman (Világlélek) nevű pudlikutyájával, mígnem 1860-ban elérte a halál. Filozófiája Hegel árnyékában maradt egészen a hegeliánus filozófia hanyatlásáig; élete utolsó évtizedében kapott csak egyre nagyobb figyelmet a schopenhaueri filozoféma – és maga az életében elhanyagolt filozófus is.

## Filozófiája
Platón, Kant filozófiája és az Upanisadok voltak rá a legnagyobb hatással. Filozófiája pesszimista, úgy tartja, hogy a Föld az emberiség siralomvölgye, ahol a boldogság elérése „egy koldus álma”. Tagadja a világszellem és Isten létét is. Elsőként építi be a nyugati filozófiába a buddhista gondolatokat, a Védák és Upanisadok etikai tanulságait, a keresztény megváltáseszme helyett önmagunk feladását hirdeti, a semmiben való feloldódást, a teljes megnyugvást.
Kortársai közül Kierkegaardra, a 19. század végiek közül Nietzschére volt nagy hatással.
Minden igazság három szakaszon megy keresztül. Először kinevetik. Azután erőszakosan szembeszállnak vele. Végül pedig elfogadják mint magától értetődő dolgot.
Schopenhauer, Kanthoz kapcsolódva, abból az a priori alapelvből indul ki, hogy a megismerő ember számára az őt körülvevő világ csak mint képzet adott: „A világ egyfelől minden ízében képzet, másfelől minden ízében akarat.” Az egyetlen olyan megismerés, amely mindkettőre (tehát a képzet és akarat fogalmára) rálátást enged és ezért egységes ismeretet nyújthat, az ember önmaga általi megismerése, hiszen csak magunkban érzékelhetjük az akaratot mint szubjektív érzetet és nem csak képzetet (ez a gondolat aztán később nagy szerepet játszik a husserli fenomenológia transzcendentális interszubjektivitásra vonatkozó fejtegetéseiben, még ha nem Schopenhauer volt is a fő inspiráló).
A világ dolgai csak oly módon adottak, ahogy a szubjektum számára képzetként lecsapódnak. A világ objektumokra és szubjektumokra szétváló képzet, ami különböző fokon és módon ismerhető meg. Az ember kétféle módon tapasztalhatja meg magát: mint objektumot és mint akaratot (objektumként a megismerés által, akaratként az érzések által). 
Az akarat: nem érvényes rá az ok elve, független a tér és idő tapasztalati formáitól, kívül esik a jelenségeken (ez a gondolat nagy valószínűséggel arra vezethető vissza, hogy a kanti magánvalóval való vitájában Schopenhauer túl axiomatikusnak érezte az előbbi megfogalmazását és az akarattal helyettesítette, ahogy Nietzsche a maga során ugyanezt tette az akarattal, amikor a hatalom akarásával helyettesítette azt). Az akarat közvetlen objektivációi az élettelen természet, a növény- és állatvilág, és az ember.
Az értelem: értelemmel az állat és az ember egyaránt rendelkezik. A különbség kettejük között, hogy az embernek van esze. Az akarat ész nélkül vak, ez az ösztön.

## Schopenhauer etikája

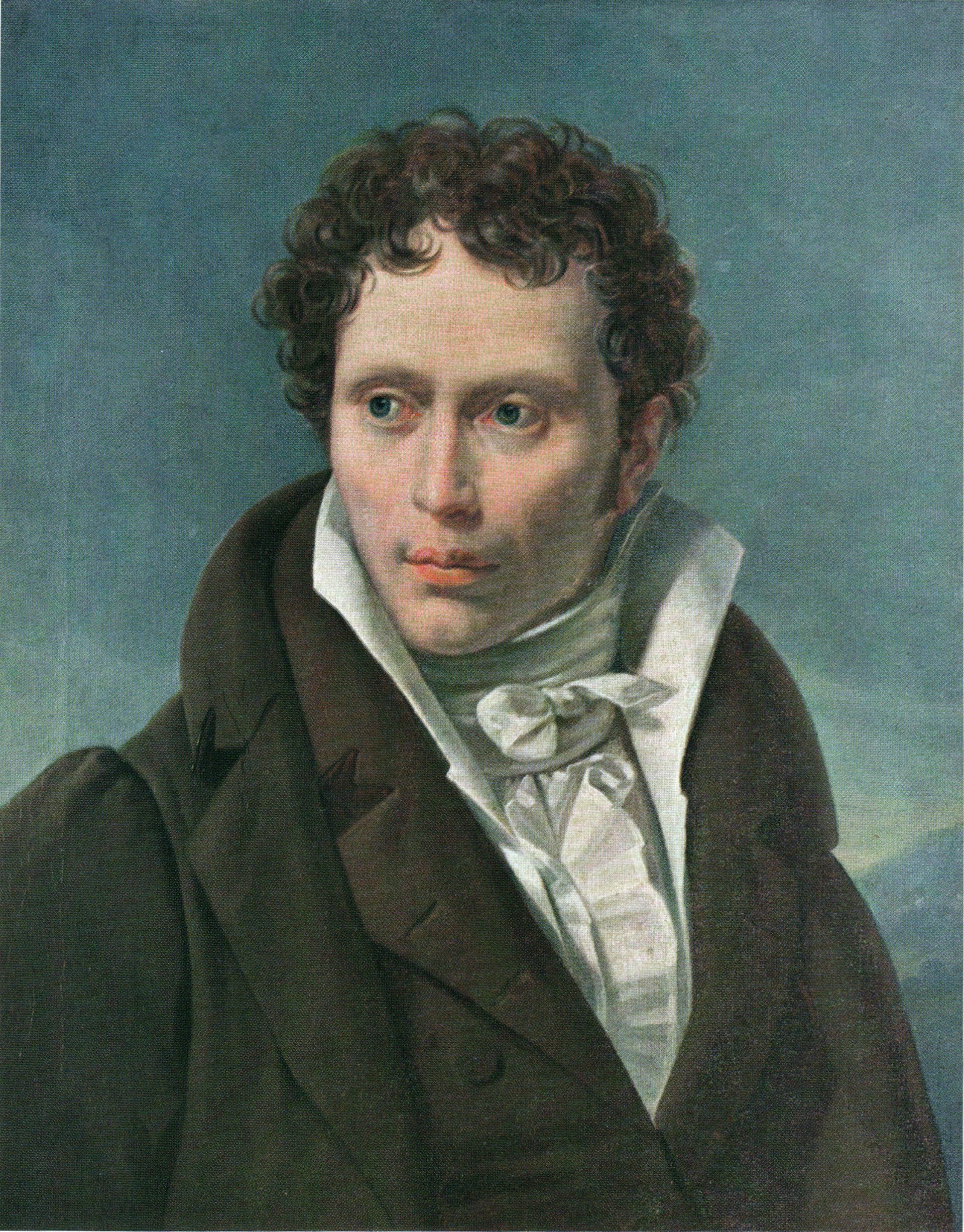
A fiatal Schopenhauer (Ludwig Sigismund Ruhl 1815-ben készült festménye

Az ember, akárcsak a természet dolgai, a természeti törvényeknek van alávetve. Cselekvéseink nem szabadok: az ember először megismer és azután akar, nem először akar és azután megismer. Mivel akaratunk nem szabad, ezért fölösleges etikai törvények felállítása. Az emberben fellehető morál a részvétből fakad: a másikban önmagamat látom, a másik szenvedéseiben az enyéimet vélem felfedezni.
Az emberi élet cél nélküli, szenvedés: „Az élet nem arra való, hogy élvezzük, hanem hogy átessünk rajta és befejezzük.” Némi nyugalom azonban akad az életben, és ez a művészetekben keresendő. Azonban a művészet is csak „múló álom”, így ébredés után az élet még elviselhetetlenebbnek fog tűnni. Egyetlen kiút a szenvedésből az önmegtartóztatás, az aszkéta életmód.

## Magyarul megjelent művei

### 1919-ig
- 1. A halálról; 2. A faj élete; 3. A tulajdonságok öröklése; 4. A nemi szerelem metafizikája. Függelék a negyedik értekezéshez; 5. Az élethez való akarat igenléséről; 6. Az élet semmiségéről és gyötrelméről; ford., jegyz. Bánóczi József; Franklin, Bp., 1882 (Filozófiai írók tára)
- 1. A halálról...; ford., jegyz. Bánóczi József; 2. jav. kiad.; Franklin, Bp., 1892 (Filozófiai írók tára)
- A becsületről és a párbajról; ford., bev., utószó Székács Ferenc; Hornyánszky, Bp., 1894
- Az akarat szabadságáról; ford. Kelen Ferenc; Franklin, Bp., 1903 (Filozófiai írók tára) (Reprint: Bp., Hatágú Síp, 1991)
- A nemi szerelem metaphysikája. A faj élete; ford. Schmidt József; Vass, Bp., 1905
- Életbölcselet; ford. Szemlér Lőrinc; Lampel, Bp., 1906 (Reprint: Bp., Hatágú Síp, 1993)
- A halálról; Vass, Bp., 1906
- 1. A halálról...; ford., jegyz. Bánóczi József; 3. jav. kiad.; Franklin, Bp., 1906 (Filozófiai írók tára)
- Életbölcsesség. Aforizmák; ford. Kelen Ferenc; Athenaeum, Bp., 1906
- Az akarat szabadságáról; ford. Szabó Károly; Vass, Bp., 1906
- Paraenezisek és maximák. Életbölcseleti oktatások; ford. Szemlér Lőrinc; Lampel, Bp., 1908 (Magyar könyvtár)
- Írók és kritikusok, olvasók és gondolkozók. A Parerga és paralipomena-ból; ford. Benedek Marcell; Lampel, Bp., 1910 (Magyar könyvtár)
- A zene esztétikája; ford. Bogáti Adolf; Franklin, Bp., 1913 (Olcsó könyvtár) (Reprint: Bp., Hatágú Síp, 1992)
- Az akarat szabadságáról; ford. Kelen Ferenc; 2. jav. kiad.; Franklin, Bp., 1913 (Filozófiai írók tára)

### 1920–1944
- Forgácsok; ford. Varró István; Világirodalom, Bp., 1920
- Kantról. Kant filozófiájának bírálata; ford., jegyz. Mikes Lajos; Franklin, Bp., 1920 (Kultúra és tudomány)
- Az olvasásról és a könyvekről és egyéb válogatott fejezetek a Parerga und Paralipomena-ból; ford. Varró István; Világirodalom, Bp., 1920
- A nemi szerelem metafizikája; ford. Székely Márton; Bécsi Magyar Kiadó, Bécs, 1921 (Barna könyvek)
- Az élet semmiségéről és gyötrelméről; ford. Bánóczi József; Lampel, Bp., 1922 (Magyar könyvtár)
- A szerelem metafizikája; ford. Mikes Lajos; Genius, Bp., 1923 (Genius-könyvtár)
- Tanulmányok; ford. Schmidt József; Pantheon, Bp., 1924 
  - A nőkről; Nevelés; Nyelv és szavak; Tudományosság és tudósok; Itélet, kritika, tetszés és hírnév; Olvasás és könyvek; Arc-isme; Önálló gondolkodás; Lárma és zaj; Hasonlatok, parabolák és mesék; Lélektani észrevételek
- Tanulmányok. Második sorozat; ford. Schmidt József; Pantheon, Bp., 1924 (Remekírók Pantheonja)
  - Az egyetemi filozófia; A látszólagos szándékosság az egyén sorsában; Íróskodás és stílus; Igazi mivoltunk elpusztíthatatlansága
- Parerga és paralipomena. Kisebb filozófiai írások, 1-4.; ford. Liebermann Pál et al.; Világirodalom, Bp., 1924 (Schopenhauer válogatott munkái)
- A szenvedélyes szerelemről. Négy tanulmány; ford., előszó Rózsahegyi Zoltán; Phőnix, Bp., 1941 (Klasszikus írások)
  - Az érzéki szerelem metafizikája
  - A fiúszerelemről
  - A faj élete
  - A nőkről és a házasságról
- Szerelem, élet, halál; ford. Bánóczi József; Franklin, Bp., 1943

### 1989–
- Szerelem, élet, halál; szerk., előszó Dörömbözi János; Göncöl, Bp., 1989
- A világ mint akarat és képzet; ford. Tandori Ágnes, Tandori Dezső, utószó, jegyz. Nagy Sándor, latin és görög idézetek ford. Tar Ibolya; Európa, Bp., 1991
- Pesszimista írások; ford. Liebermann Pál, Kecskeméti György, Kecskeméti Pál; Farkas L. I., Bp., 1995
- Az ideálisról és reálisról szóló tan / Az ideálisról és reálisról szóló tan történetének vázlata / Töredékek a filozófia történetéhez; ford. Liebermann Pál; Farkas L. I., Bp., 1995
- Önálló gondolkodás. Tanulmányok; ford. Schmidt József; Farkas L. I., Bp., 2003
- Az alap tételéről / Kant filozófiájának kritikája; ford. Kurdi Imre, szerk. Hévizi Ottó, görög és latin ford. Bene László; L'Harmattan, Bp., 2013 (Germanizmusok)
- A világ mint akarat és képzet, 1-2.; 3. bőv., jav. kiad.; Osiris, Bp., 2021 (Osiris társadalomtudományi könyvtár)
  - 1. ford. Tandori Ágnes, Tandori Dezső, jegyz., utószó Nagy Sándor
  - 2. ford. Csejtei Dezső, Juhász Anikó

## Szakirodalom
- Sziklai László: Arthur Schopenhauer. In.: 33 híres bölcseleti mű; Móra Könyvkiadó, Bp., 1995
- Rüdiger Safranski: Schopenhauer és a filozófia tomboló évei; Európa Könyvkiadó, Bp., 1996
- Csejtei Dezső: Filozófiai etűdök a végességre. Schopenhauer, Kierkegaard és Nietzsche a halálról; Veszprémi Humán Tudományokért Alapítvány, Veszprém, 2001 (Carmen saeculare)
- Paul Strathern: Schopenhauer; Saxum, Bp., 2003
- Georg Simmel: Schopenhauer és Nietzsche. Előadás-sorozat; ford. Berényi Gábor; Gondolat, Bp., 2020